# Khaled Gasmi
Pour les articles homonymes, voir Gasmi.
Khaled Gasmi (arabe : خالد القاسمي), né le 8 avril 1953 à Bizerte, est un footballeur tunisien.
Actif de 1965 à 1980, au Club athlétique bizertin et en équipe nationale, il évolue au poste de défenseur, en tant qu'arrière gauche puis comme stoppeur. 

## Biographie
Ayant rejoint les rangs du Club athlétique bizertin dès son jeune âge, il a la chance d'être encadré par un grand spécialiste de la formation des jeunes de l'époque, Chedly Ouerdiane. Son talent lui permet de s'imposer au sein d'une promotion (avec Abdeljelil Mehouachi et Ridha Mokrani notamment) qui remporte deux fois le championnat des cadets.
Il est appelé en sélection et, à côté de Mohieddine Habita, Naceur Kerrit, Néjib Limam ou Noureddine Ben Arfa, fait partie d'un groupe qui fait sensation en 1969 lors du tournoi cadets de Cannes-La Rochelle, puis remporte la médaille d'or des scolaires lors du championnat universitaire et scolaire maghrébin. 
À l'âge de 17 ans, il est titulaire parmi les seniors de son équipe et ne tarde pas à être appelé en équipe nationale, avec laquelle il dispute son premier match contre l’équipe d'Algérie le 16 novembre 1972. Arrière gauche, au tempérament offensif, il marque souvent des buts au début de sa carrière, mais on le transforme en stoppeur en équipe nationale pour neutraliser les grands attaquants de l'époque à l'instar du Marocain Ahmed Faras ou de l'Égyptien Mahmoud Al-Khatib, rôle dont il s'acquitte à la perfection et qui lui ouvre les portes de la coupe du monde 1978.
Il tente par la suite une expérience sans éclats en Arabie saoudite, avant de revenir dans son club et en équipe nationale pour une seule saison. En effet, Gasmi, pour qui le football n'est qu'un jeu pour le plaisir, met fin à sa carrière à l'âge de 27 ans seulement alors que, quelques mois auparavant, il était encore titulaire en équipe nationale avec laquelle il a disputé son dernier match le 30 janvier 1980 contre l’équipe de Côte d'Ivoire. 
Il est après sa carrière de joueur brièvement commentateur sportif puis arbitre de football.

## Palmarès
- Champion de Tunisie cadets en 1968 et 1969
- Vainqueur du tournoi des cadets de Cannes-La Rochelle en 1969
- Champion scolaire maghrébin en 1970
- Vainqueur de la Coupe de Palestine en 1973